# Dauernde Neutralität
Als dauernde Neutralität bezeichnet man eine durch völkerrechtlichen Vertrag oder durch Erklärung und allgemeine Anerkennung entstandene grundsätzliche Verpflichtung eines Staates zu einer neutralen Außenpolitik. Im Fall der Schweiz und Österreichs sprach man lang von immerwährender Neutralität.
| Staat         | Bemerkungen |
| ------------- | --- |
| Costa Rica    | Nach einer Erklärung von 1983. |
| Finnland      | 1956 bis 2023. Im Zuge des Überfalls Russlands auf die Ukraine entschloss sich Finnland 2022 seine Neutralität aufzugeben und einen Antrag zur Aufnahme in die NATO zu stellen. Am 4. April 2023 wurde Finnland das 31. Mitglied der NATO. |
| Irland        | Seit 1939. |
| Liechtenstein | Seit 1868. |
| Malta         | Nach einer Erklärung von 1981 und entsprechender Anerkennung. |
| Österreich    | Die immerwährende Neutralität Österreichs ging auf das zwischen Österreich und der Sowjetunion ausgehandelte Moskauer Memorandum vom 15. April 1955 zurück. In diesem wurden die sowjetischen Bedingungen für die Wiederherstellung der österreichischen Souveränität bzw. zum Abschluss des Österreichischen Staatsvertrages politisch akkordiert. Österreich verpflichtete sich, „immerwährend eine Neutralität der Art zu üben, wie sie von der Schweiz gehandhabt wird“. Diese Verpflichtung wurde am 26. Oktober 1955 mit der Festschreibung der „immerwährenden Neutralität“ in der österreichischen Verfassung eingelöst. Nach österreichischer Auffassung ist das Moskauer Memorandum – da der Vertragspartner Sowjetunion nicht mehr besteht – heute gegenstandslos. Österreich hat 1989 – ohne sowjetischen Einspruch – die EU-Mitgliedschaft beantragt und ist seit 1995 Mitglied. Das Neutralitätsgesetz 1955 wurde durch neuere Verfassungsgesetze überlagert, die die Teilnahme an der Gemeinsamen Außen- und Sicherheitspolitik der EU rechtlich absichern. |
| Panama        | Seit 1989. |
| Schweden      | Zwischen 1919 und 2002/2022 war Schweden neutral. Im Zuge des Überfalls Russlands auf die Ukraine entschloss sich Schweden 2022 seine Bündnisfreiheit bzw. militärische Neutralität aufzugeben und einen Antrag zur Aufnahme in die NATO zu stellen. Der Beitritt wurde am 7. März 2024 vollzogen. Offiziell gab Schweden seine Neutralität bereits 2002 auf. |
| Schweiz       | Die immerwährende Neutralität der Schweiz, die sich bereits seit der Schlacht bei Marignano 1515 nicht mehr an Kriegen beteiligt hatte und seit ihrer völkerrechtlichen Lösung vom Heiligen Römischen Reich 1648 neutral gewesen war, wurde 1815 mit dem Zweiten Pariser Frieden allgemein anerkannt. Die Schweiz macht ihren Verteidigungswillen durch beträchtliche Militärausgaben und ein umfassendes Milizsystem deutlich. |
| Turkmenistan  | Erklärung der dauerhaften Neutralität, die seit 1995 von den Vereinten Nationen anerkannt ist. |
| Vatikanstadt  | Die dauernde Neutralität der Vatikanstadt ist im Artikel 24 der Lateranverträge von 1929 festgeschrieben. |

Staaten mit selbstdefinierter, international aber nicht anerkannter dauernder Neutralität:
Die Republik Moldau definiert sich in Artikel 11 Absatz 1 ihrer Verfassung als dauerhaft neutraler Staat, und in Artikel 11 Absatz 2 verbietet sie den Einsatz fremder Streitkräfte auf ihrem Hoheitsgebiet. Ihre Neutralität ist jedoch international nicht anerkannt und auf ihrem Territorium waren bereits beim Inkrafttreten der Verfassung ausländische Truppen stationiert, was der Gültigkeit dieser Klausel der Verfassung jedoch nicht entgegensteht.